# Bernd Wimmer
Bernd Wimmer (* 25. November 1974) ist ein österreichischer Basketballtrainer. 

## Laufbahn
Wimmer begann im Alter von sechs Jahren in Gmunden mit dem Basketball. Sein Vater Bernd senior war ab dem Jahr 1973 der erste Bundesliga-Trainer in Gmunden. Wimmer junior spielte zwölf Jahre lang für Gmundens Herrenmannschaft und war insgesamt bis 2010 erst als Spieler, dann als Co-Trainer von Bob Gonnen beziehungsweise Mathias Fischer bei den Swans Gmunden tätig. Zwischenzeitlich legte er während seiner Spielerkarriere einen Halt in Wels ein. 2010 gab er den Posten als Assistenztrainer in Gmunden ab und übernahm die Cheftrainerstelle bei der BBU Salzburg in der zweiten Liga. Er trat im Oktober 2012 von dem Amt zurück, kehrte dann nach Gmunden zurück und wurde dort Leiter der Nachwuchsabteilung.
Im Vorfeld des Spieljahres 2015/16 wurde Wimmer zum Cheftrainer der Gmundener Bundesligamannschaft bestellt. Dafür legte er seinen Hauptberuf im Versicherungswesen vorerst nieder. In der Saison 2018/19 führte er Gmunden zur Vizemeisterschaft und trat im Juni 2019 vom Traineramt zurück. Im selben Monat wurde er vom Österreichischen Basketballverband zum Sportkoordinator ernannt und übernahm zusätzlich das Amt des Co-Trainers der Nationalmannschaft. Im Juni 2020 gab er das Amt des Sportkoordinators beim Verband ab, im selben Jahr trat er als Co-Trainer der Nationalmannschaft zurück.

### Nationalmannschaft
Im Sommer 2013 betreute er als Cheftrainer die österreichische U16-Nationalmannschaft bei der B-EM, ein Jahr später leitete er die U18-Auswahl bei der Europameisterschaft (ebenfalls B-Gruppe) an. Hernach war er 2015 Trainer der U20-Nationalmannschaft und 2016 erneut der U18-Auswahl.